# Sallyanne Atkinson
Sallyanne Atkinson AO (nacida el 23 de julio de 1942, nacida Kerr) fue alcaldesa de Brisbane de 1985 a 1991 en Queensland, Australia. Es la única mujer que ha ocupado el cargo. A partir de 2017, fue presidenta del Museo de Brisbane, presidenta del Consejo del Women's College de la Universidad de Queensland y presidenta del consejo asesor del Queensland Brain Institute de la Universidad de Queensland.

## Primeros años de vida
Atkinson nació en Sídney. Asistió al Bishop's College y a la Royal Naval School en Colombo, Sri Lanka y completó su educación secundaria en St Hilda's School en Gold Coast de Queensland. En 1960 comenzó una carrera en Artes en la Universidad de Queensland, antes de convertirse en periodista en el Brisbane Telegraph de 1960 a 1962, el Sydney Telegraph de 1962 a 1963 y el Courier Mail de 1963 a 1964. Completó su licenciatura en Artes, con especialización en Historia y Ciencias Políticas, en 1967. 
Después de unirse al Partido Liberal a principios de la década de 1970, Atkinson trabajó como asistente de investigación de Jim Killen, ministro de Defensa, de 1975 a 1978,  antes de ser elegido concejal de Indooroopilly en el Ayuntamiento de Brisbane en 1979.
También escribió varios libros, incluida la Guía de Brisbane de Sallyanne Atkinson, que se publicó en 1985. 

## Señor alcalde de Brisbane
Sallyanne Atkinson fue elegida alcaldesa en 1985, después de derrotar al titular laborista Roy Harvey. Se convirtió en la primera mujer alcaldesa de Brisbane, así como la primera del Partido Liberal.
Finalmente fue derrotada en 1991 en una estrecha victoria electoral por el prácticamente desconocido Jim Soorley, que recibió el apoyo del candidato de los Verdes, Drew Hutton.

## Carrera posterior
Después de dejar el cargo de alcaldesa de Brisbane, se convirtió en la primera mujer en las juntas directivas de varias empresas importantes, incluida Caltex. Se postuló sin éxito como candidata liberal para la sede federal de Rankin en las elecciones de 1993.
Atkinson fue entonces Comisionado Superior de Comercio de Australia en Francia de 1994 a 1997. Su función era promover las exportaciones australianas y fomentar la inversión en Australia. También fue representante de Australia ante la Cámara de Comercio Internacional. Mientras era representante del Comité Olímpico Australiano, apoyó las candidaturas olímpicas de muchas ciudades de Australia, incluida la candidatura de Brisbane para los Juegos Olímpicos de verano de 1992 y la exitosa candidatura a los Juegos Olímpicos de Sydney 2000. En Francia fue representante europea del Comité Olímpico de Sydney. Posteriormente fue nombrada teniente de alcalde de la villa de los atletas.
Atkinson recibió el más alto honor de las Universidad Católica Australiana (ACU Nacional), Doctorado de la Universidad (honoris causa), en la ceremonia de graduación del campus de Brisbane celebrada en el Centro de exposiciones y convenciones de Brisbane el 2 de abril de 2004. El vicecanciller nacional de la ACU, profesor Peter Sheehan AO, dijo que el premio reconoce la extraordinaria contribución de la señora Atkinson a la reputación internacional de Australia como lugar para eventos deportivos, y su contribución al gobierno y la comunidad. "A través de sus muchos años de generoso servicio, en particular su trabajo en las candidaturas olímpicas de Brisbane y Sydney y como teniente de alcalde de la Villa Olímpica en los Juegos Olímpicos de Sydney 2000, la señora Atkinson ha contribuido al estatus eminente de Australia en el deporte mundial. En 1993, la señora Atkinson Atkinson fue nombrada Oficial de la Orden de Australia por su servicio al gobierno local y la comunidad, y en 2001 recibió la Medalla del Centenario por su servicio al gobierno local y a las empresas, afirmó el profesor Peter Sheehan AO durante un discurso de graduación de la ACU en 2004: "Sallyanne Atkinson es una australiana muy distinguida, una eminente residente de Queensland y ha aportado un gran crédito a la ciudad de Brisbane. "  También recibió doctorados honorarios de la Universidad Griffith y la Universidad de Queensland.
A principios de la década de 2000, Sallyanne se desempeñó como miembro de la junta directiva y luego presidenta de Binna Burra Lodge, en el Parque Nacional Lamington.
Sallyanne Atkinson fue presidenta en Queensland de Barton Deakin Government Relations, brindando asesoramiento estratégico a empresas y organizaciones sin fines de lucro sobre cómo trabajar con el gobierno de 2012 a 2015.

## Honores y premios
- 1993 – Oficial de la Orden de Australia [14]
- 2001 – Medalla deportiva australiana [15]
- 2001 – Medalla del Centenario [16]

Atkinson ha sido honrada por Rotary International, es miembro honorario del Instituto Australiano de Administración y miembro honorario vitalicio del National Trust. El gobierno francés la nombró Caballero de la Orden Nacional del Mérito.
Se desempeñó como miembro fundador de la junta directiva del Consejo Internacional de Iniciativas Ambientales Locales de las Naciones Unidas, cargo en el que presidió la primera reunión en la ONU en Nueva York, y fue copresidenta fundadora junto con Sir Gustav Nossal de Desarrollo Sostenible. Australia. 
En 2014, Atkinson recibió los Queensland Greats Awards.

## Obras publicadas
- Atkinson, Sallyanne (1978), Around Brisbane : including Gold Coast, Sunshine Coast and Toowoomba, University of Queensland Press, ISBN 978-0-7022-1166-9.
- Atkinson, Sallyanne (2016), No job for a woman, St Lucia, Queensland University of Queensland Press, ISBN 978-0-7022-5411-6. (autobiography)